# Amarantmålla
Amarantmålla (Axyris amaranthoides) är en amarantväxtart som beskrevs av Carl von Linné. Enligt Catalogue of Life ingår Amarantmålla i släktet amarantmållor och familjen amarantväxter, men enligt Dyntaxa är tillhörigheten istället släktet amarantmållor och familjen amarantväxter. Arten förekommer tillfälligt i Sverige, men reproducerar sig inte. Inga underarter finns listade i Catalogue of Life.